# Fussballclub Winterthur 2009-2010
Questa voce raccoglie le informazioni riguardanti il Fussballclub Winterthur nelle competizioni ufficiali della stagione 2009-2010.

## Stagione
Nella stagione 2009-2010 il Winterthur, allenato da Boro Kuzmanović, concluse il campionato di Challenge League al 3º posto. In Coppa Svizzera il Winterthur fu eliminato agli ottavi di finale dal Thun.

## Rosa
| N. |                        | Ruolo | Calciatore             |
| -- | ---------------------- | ----- | ---------------------- |
| 1  | Serbia (bandiera)      | P     | Vaso Vasić             |
| 3  | Svizzera (bandiera)    | D     | Nick von Niederhäusern |
| 4  | Svizzera (bandiera)    | C     | Luca Zuffi             |
| 5  | Svizzera (bandiera)    | D     | Stefan Iten            |
| 6  | Svizzera (bandiera)    | D     | Mattias Schnorf        |
| 7  | Paesi Bassi (bandiera) | C     | Kristian Kuzmanovic    |
| 8  | Albania (bandiera)     | C     | Amir Abrashi           |
| 9  | Svizzera (bandiera)    | A     | Rainer Bieli           |
| 10 | Svizzera (bandiera)    | A     | Goran Antić            |
| 11 | Svizzera (bandiera)    | C     | Michel Sprunger        |
| 13 | Brasile (bandiera)     | C     | Junior Pinheiro        |
| 14 | Svizzera (bandiera)    | C     | Sven Lüscher           |
| 15 | Svizzera (bandiera)    | A     | Innocent Emeghara      |
| 17 | Svizzera (bandiera)    | D     | Dominik Ritter         |

| N. |                     | Ruolo | Calciatore       |
| -- | ------------------- | ----- | ---------------- |
| 17 | Svizzera (bandiera) | A     | Julian Bühler    |
| 18 | Svizzera (bandiera) | P     | Marko Vasilj     |
| 19 | Albania (bandiera)  | C     | Ermir Lenjani    |
| 20 | Svizzera (bandiera) | D     | Fabian Cecchini  |
| 21 | Svizzera (bandiera) | C     | Matteus Senkal   |
| 22 | Svizzera (bandiera) | C     | Luis Frangao     |
| 24 | Italia (bandiera)   | C     | Luca Radice      |
| 25 | Svizzera (bandiera) | D     | Patrik Schuler   |
| 25 | Svizzera (bandiera) | A     | Kevin Zuber      |
| 26 | Svizzera (bandiera) | C     | Vilson Doda      |
| 29 | Svizzera (bandiera) | C     | Fabio Serafini   |
| 30 | Svizzera (bandiera) | C     | Remo Freuler     |
| 32 | Svizzera (bandiera) | P     | Pascal Bretscher |
|    | Svizzera (bandiera) | D     | Goran Ivelj      |

## Organigramma societario
Area tecnica
- Allenatore: Boro Kuzmanović
- Allenatore in seconda: Dario Zuffi
- Preparatore dei portieri: Paolo Cesari
- Preparatori atletici:

## Calciomercato

### Sessione estiva
| Acquisti | Acquisti          | Acquisti          | Acquisti |
| R.       | Nome              | da                | Modalità |
| -------- | ----------------- | ----------------- | -------- |
| A        | Rainer Bieli      | Concordia Basilea |          |
| A        | Innocent Emeghara | Zurigo            |          |
| D        | Stefan Iten       | Vaduz             |          |
| D        | Goran Ivelj       | Sciaffusa         |          |
| C        | Junior Pinheiro   | Zofingen          |          |

| Cessioni | Cessioni                  | Cessioni            | Cessioni |
| R.       | Nome                      | a                   | Modalità |
| -------- | ------------------------- | ------------------- | -------- |
| C        | Sandro Lombardi           | Pro Patria          |          |
| D        | Fabio Bristot             | YF Juventus         |          |
| P        | Christian Leite           | Gossau              |          |
| A        | Coutinho                  | Gossau              |          |
| C        | Felipe Campanholi Martins | Lugano              |          |
| A        | Atanas Kurdov             | Bayer Leverkusen II |          |
| A        | Isuf Llumnica             | Kosova              |          |
| D        | Umberto Romano            | Linth 04            |          |
| C        | Daniel Senn               | Tuggen              |          |
| C        | Josip Uzelac              | Winterthur II       |          |

### Sessione invernale
| Acquisti | Acquisti       | Acquisti      | Acquisti |
| R.       | Nome           | da            | Modalità |
| -------- | -------------- | ------------- | -------- |
| C        | Vilson Doda    | Winterthur II |          |
| D        | Dominik Ritter | Basilea       |          |

| Cessioni | Cessioni | Cessioni | Cessioni |
| R.       | Nome     | a        | Modalità |
| -------- | -------- | -------- | -------- |

## Risultati

### Challenge League

#### andata
| Sciaffusa 27 luglio 2009, ore 20:10 CEST 1ª giornata | Sciaffusa | 0 – 0 referto | Winterthur | Stadion Breite (1 930 spett.)\| Arbitro: \| Jaccottet \| |
| Arbitro:                                             | Jaccottet |               |            |                                                          |

| Arbitro: | Wermelinger |

|                             |           |                         |
| Bühler 48’ Bieli 74’ (rig.) | Marcatori | 49’ Senger 90’ Biscotte |

| Arbitro: | Carrell |

|              |           |  |
| Emeghara 66’ | Marcatori |  |

| Arbitro: | Gut |

|                        |           |                                                                   |
| Andreu 45’ Cardoso 90’ | Marcatori | 19’, 28’ Emeghara 48’ Radice 55’ Antić 73’, 84’ Bieli 80’ Lüscher |

| Arbitro: | Wermelinger |

|                                                           |           |            |
| Pinheiro 5’ Bieli 9’ (rig.) Emeghara 64’ Antić 90’ (rig.) | Marcatori | 72’ Blumer |

| Arbitro: | Circhetta |

|                |           |                         |
| Malgioglio 23’ | Marcatori | 35’ Lüscher 61’ Abrashi |

| Arbitro: | Circhetta |

|                        |           |                |
| Emeghara 26’ Bieli 45’ | Marcatori | 29’, 86’ Kwiek |

| Arbitro: | Devouge |

|                             |           |                                         |
| Dussin 80’ Morello 89’, 90’ | Marcatori | 40’ Emeghara 66’ Bieli 71’ (rig.) Antić |

| Arbitro: | Grossen |

|                          |           |                      |
| Proschwitz 43’, 51’, 72’ | Marcatori | 4’ Lüscher 90’ Antić |

| Arbitro: | Busacca |

|                    |           |          |
| Bieli 7’ Antić 46’ | Marcatori | 39’ Faye |

| Arbitro: | Klossner |

|                                  |           |  |
| Marazzi 14’, 67’ Tosi 88’ (rig.) | Marcatori |  |

| Winterthur 1º novembre 2009, ore 14:30 CET 12ª giornata | Winterthur | 0 – 0 referto | Servette | Stadion Schützenwiese (3 300 spett.)\| Arbitro: \| Bieri \| |
| Arbitro:                                                | Bieri      |               |          |                                                             |

| Arbitro: | Gut |

|          |           |                   |
| Ural 25’ | Marcatori | 39’, 44’ Emeghara |

| Arbitro: | Hänni |

|           |           |                        |
| Bieli 66’ | Marcatori | 23’ Renfer 77’ Martins |

| Arbitro: | Jaccottet |

|                                                    |           |                                           |
| Roduner 21’ Schirinzi 56’ Diethelm 76’, 81’ (rig.) | Marcatori | 20’, 34’ Lenjani 54’ Abrashi 86’ Sprunger |

#### ritorno
| Arbitro: | Gut |

|                                                           |           |                       |
| Bieli 11’ (rig.) Emeghara 20’, 75’ Lenjani 53’ Radice 85’ | Marcatori | 45’ Marazzi 52’ Madou |

| Arbitro: | Hänni |

|               |           |           |
| Eudis 6’, 42’ | Marcatori | 88’ Bieli |

| Arbitro: | Graf |

|                                                   |           |                                       |
| Emeghara 10’ Lenjani 45’ Lüscher 53’ Sprunger 77’ | Marcatori | 25’, 69’ (rig.) Proschwitz 26’ Koitka |

| Arbitro: | Klossner |

|                                                          |           |  |
| Reinmann 4’ Scarione 8’ (rig.) Schindelholz 61’ Dudu 76’ | Marcatori |  |

| Wil 14 marzo 2010, ore 14:30 CET 20ª giornata | Wil   | 0 – 0 referto | Winterthur | Stadion Bergholz (1 240 spett.)\| Arbitro: \| Amhof \| |
| Arbitro:                                      | Amhof |               |            |                                                        |

| Arbitro: | Huwiler |

|                                      |           |  |
| Lenjani 43’ Emeghara 72’ Frangao 80’ | Marcatori |  |

| Arbitro: | Devouge |

|            |           |                                             |
| Gourmi 18’ | Marcatori | 7’ Emeghara 13’ Bieli 80’ (aut.) Sejmenović |

| Arbitro: | Huwiler |

|              |           |              |
| Emeghara 29’ | Marcatori | 18’ Sheholli |

| Arbitro: | Kever |

|  |           |              |
|  | Marcatori | 72’ Emeghara |

| Arbitro: | Wermelinger |

|                                                     |           |                     |
| Bieli 23’, 40’ Lüscher 32’, 65’ (rig.) Emeghara 47’ | Marcatori | 45’ (rig.) Besseyre |

| Arbitro: | Gremaud |

|                                      |           |              |
| Emeghara 55’ Sprunger 78’ Radice 90’ | Marcatori | 53’ Avanzini |

| Arbitro: | Amhof |

|                             |           |  |
| Silva 15’ (rig.) Silvio 71’ | Marcatori |  |

| Arbitro: | Devouge |

|                                            |           |  |
| Antić 1’ Kuzmanovic 57’ Berisha 90’ (aut.) | Marcatori |  |

| Arbitro: | Jaccottet |

|              |           |                                             |
| Biscotte 54’ | Marcatori | 18’ Lenjani 32’ Bieli 52’ Zuffi 85’ Frangao |

| Arbitro: | Gut |

|                                            |           |                                         |
| Iten 10’ Schuler 12’ Bieli 45’ Abrashi 61’ | Marcatori | 2’ (aut.) Ritter 75’ Tchouga 80’ Tarone |

### Coppa Svizzera
| 19 settembre 2009, ore 18:00 CEST Primo turno | Frauenfeld | 0 – 8 | Winterthur |  |

| 17 ottobre 2009, ore 18:00 CEST Secondo turno | Tuggen | 1 – 3 | Winterthur |  |

| 22 novembre 2009, ore 14:30 CET Ottavi di finale | Winterthur | 2 – 4 | Thun |  |

## Statistiche

### Statistiche di squadra
| Competizione     | Punti | In casa | In casa | In casa | In casa | In casa | In casa | In trasferta | In trasferta | In trasferta | In trasferta | In trasferta | In trasferta | Totale | Totale | Totale | Totale | Totale | Totale | DR  |
| Competizione     | Punti | G       | V       | N       | P       | Gf      | Gs      | G            | V            | N            | P            | Gf           | Gs           | G      | V      | N      | P      | Gf     | Gs     | DR  |
| ---------------- | ----- | ------- | ------- | ------- | ------- | ------- | ------- | ------------ | ------------ | ------------ | ------------ | ------------ | ------------ | ------ | ------ | ------ | ------ | ------ | ------ | --- |
| Challenge League | 56    | 15      | 10      | 4       | 1       | 40      | 19      | 15           | 6            | 4            | 5            | 29           | 27           | 30     | 16     | 8      | 6      | 69     | 46     | +23 |
| Coppa Svizzera   | -     | 1       | 0       | 0       | 1       | 2       | 4       | 2            | 2            | 0            | 0            | 11           | 1            | 3      | 2      | 0      | 1      | 13     | 5      | +8  |
| Totale           | 56    | 16      | 10      | 4       | 2       | 42      | 23      | 17           | 8            | 4            | 5            | 40           | 28           | 33     | 18     | 8      | 7      | 82     | 51     | +31 |

### Andamento in campionato
| Giornata  | 1 | 2  | 3 | 4 | 5 | 6 | 7 | 8 | 9 | 10 | 11 | 12 | 13 | 14 | 15 | 16 | 17 | 18 | 19 | 20 | 21 | 22 | 23 | 24 | 25 | 26 | 27 | 28 | 29 | 30 |
| --------- | - | -- | - | - | - | - | - | - | - | -- | -- | -- | -- | -- | -- | -- | -- | -- | -- | -- | -- | -- | -- | -- | -- | -- | -- | -- | -- | -- |
| Luogo     | T | C  | C | T | C | T | C | T | T | C  | T  | C  | T  | C  | T  | C  | T  | C  | T  | T  | C  | T  | C  | T  | C  | C  | T  | C  | T  | C  |
| Risultato | N | N  | V | V | V | V | N | N | P | V  | P  | N  | V  | P  | N  | V  | P  | V  | P  | N  | V  | V  | N  | V  | V  | V  | P  | V  | V  | V  |
| Posizione | 7 | 11 | 7 | 2 | 2 | 1 | 2 | 3 | 3 | 3  | 3  | 4  | 4  | 4  | 5  | 3  | 5  | 3  | 3  | 3  | 3  | 3  | 3  | 3  | 3  | 3  | 3  | 3  | 3  | 3  |

Legenda:

Luogo: C = Casa; T = Trasferta. Risultato: V = Vittoria; N = Pareggio; P = Sconfitta.

### Statistiche dei giocatori
| A. Abrashi           | 28 | 3  | 2 | 1 |
| G. Antić             | 24 | 6  | 5 | 1 |
| R. Bieli             | 29 | 15 | 4 | 0 |
| P. Bretscher         | 1  | 0  | 0 | 0 |
| J. Bühler            | 3  | 1  | 0 | 0 |
| F. Cecchini          | 2  | 0  | 1 | 0 |
| V. Doda              | 1  | 0  | 0 | 0 |
| I. Emeghara          | 28 | 17 | 5 | 0 |
| L. Frangao           | 16 | 2  | 4 | 0 |
| R. Freuler           | 2  | 0  | 0 | 0 |
| S. Iten              | 28 | 1  | 5 | 0 |
| G. Ivelj             | 0  | 0  | 0 | 0 |
| K. Kuzmanovic        | 10 | 1  | 2 | 0 |
| E. Lenjani           | 29 | 6  | 3 | 1 |
| S. Lombardi          | 1  | 0  | 1 | 0 |
| S. Lüscher           | 27 | 6  | 8 | 0 |
| J. Pinheiro          | 13 | 1  | 3 | 0 |
| L. Radice            | 26 | 3  | 5 | 0 |
| D. Ritter            | 13 | 0  | 1 | 0 |
| M. Schnorf           | 24 | 0  | 3 | 2 |
| P. Schuler           | 9  | 1  | 1 | 0 |
| M. Senkal            | 0  | 0  | 0 | 0 |
| F. Serafini          | 10 | 0  | 0 | 0 |
| M. Sprunger          | 9  | 3  | 0 | 0 |
| M. Vasilj            | 2  | 0  | 1 | 0 |
| V. Vasić             | 29 | 0  | 1 | 1 |
| K. Zuber             | 0  | 0  | 0 | 0 |
| L. Zuffi             | 4  | 1  | 0 | 0 |
| N. von Niederhäusern | 21 | 0  | 2 | 0 |